# Land Wursten

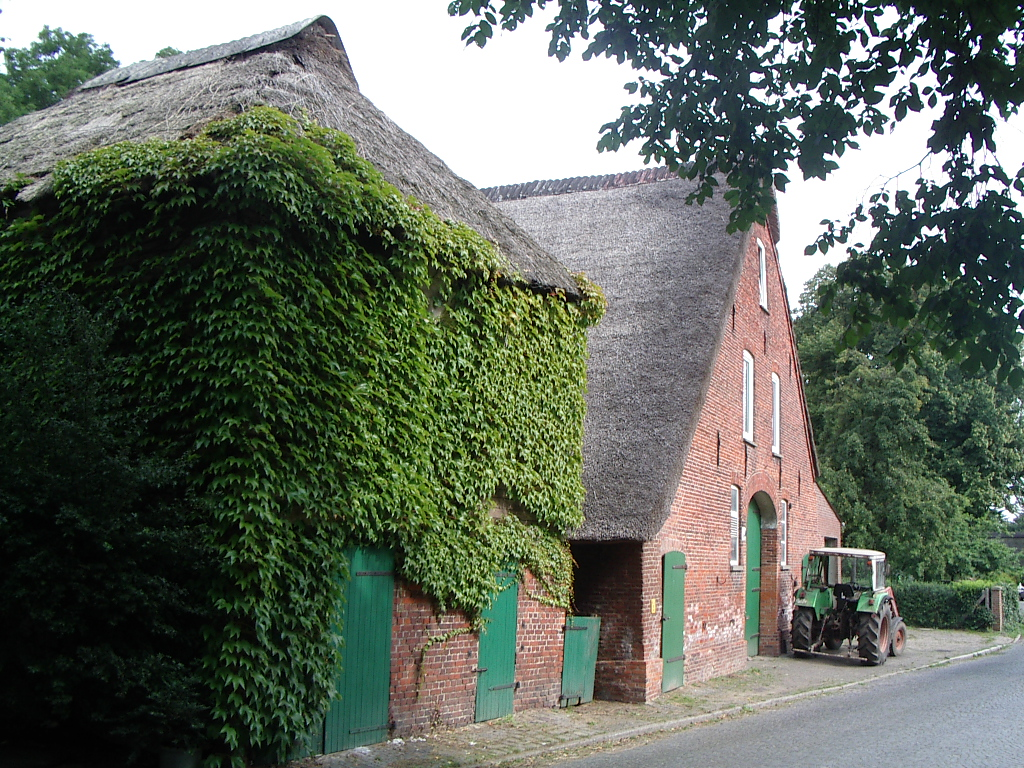
Typische Bauernhäuser in Weddewarden (heute Stadtteil von Bremerhaven)

Das Land Wursten (niederdeutsch Land Wussen) ist eine historische Landschaft zwischen Bremerhaven und Cuxhaven. Während des Mittelalters bildete es die östlichste Landschaft der freien friesischen „Seelande“. Heute bildet es, zusammen mit dem östlich angrenzenden Land Hadeln und dem jeweiligen Hinterland, einen typischen, relativ geschlossenen Kulturraum innerhalb des Landkreises Cuxhaven.
Der Name leitet sich her von dem niederdeutschen Begriff Wurtsassen oder Wursaten, das heißt „Wurten-Bewohner“. Wurten sind künstliche Siedlungshügel, die bis zur Errichtung von Deichen in den Marschgebieten der Nordseeküste den einzigen Schutz für Mensch und Vieh vor Hochwasser und Sturmfluten boten. Nachdem der Name lange Zeit nur noch eine Landschaftsbezeichnung gewesen war, war er von 1974 bis 2015 als Samtgemeinde Land Wursten wieder in den offiziellen Sprachgebrauch zurückgekehrt. Seit 2015 besteht die Einheitsgemeinde Wurster Nordseeküste.

## Landschaft

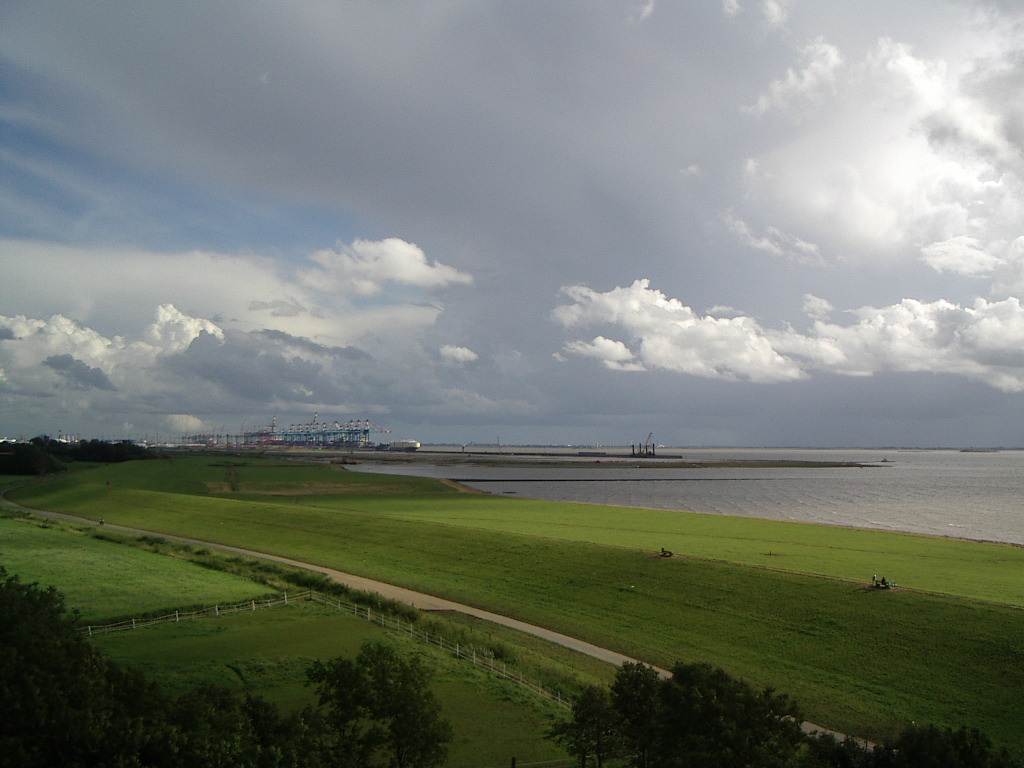
Seedeich bei Imsum, mit Blick auf die Hafenanlagen von Bremerhaven

Beim Land Wursten handelt es sich um eine Marsch, die im Westen von der Nordsee und im Osten von der Hohen Lieth, einem Geestrücken, begrenzt wird. Die Gegend ist traditionell landwirtschaftlich geprägt. Heute dominiert Grünlandwirtschaft mit Milchviehhaltung. Die Beetstruktur vieler Wirtschaftsflächen zeigt jedoch, dass hier früher (bis Mitte des 19. Jahrhunderts) auch viel Ackerbau betrieben wurde. Die Hohe Lieth, oder Wurster Heide, wird aus Schmelzwasserablagerungen und Geschiebe-Lehmen der pleistozänen Saale-Kaltzeit gebildet. Am Rande der Geest liegen die Orte Midlum, Holßel, Sievern und Langen.
Entwässert wird das Land durch mehrere natürliche und künstliche Wasserläufe, deren Mündungen in die Weser mit Schleusen (Sielen) gesichert sind. Dort befinden sich die typischen, kleinen Fischerhäfen (Tiefs) von Spieka, Dorum, und Wremen. Die Kutter fischen vor allem in dem ausgedehnten Wattgebiet vor der Küste nach Krabben und Schollen. Wichtigste Einnahmequelle ist jedoch der Seebäder-Tourismus.
Das Wurster Watt ist Teil des Nationalparks Niedersächsisches Wattenmeer.

## Geschichte

Ostfriesische Siedlungsgebiete

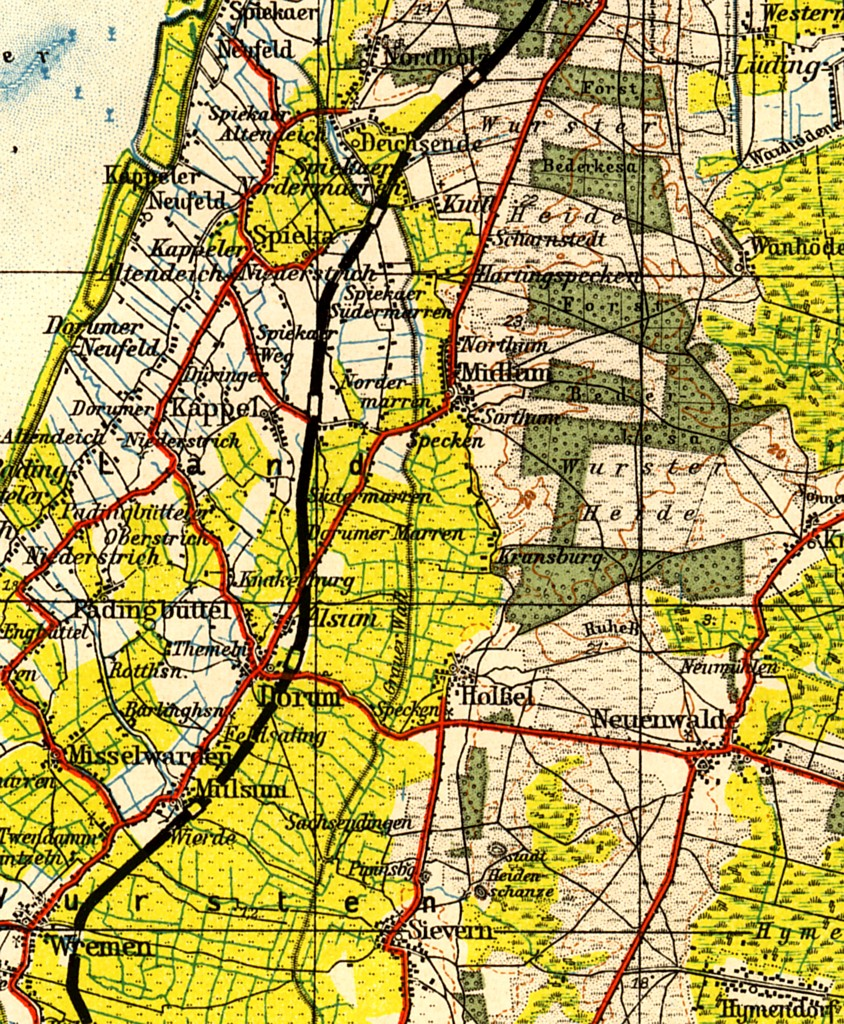
Land Wursten (1906)

### Mittelalter
Wie die umfangreichen archäologischen Ausgrabungen in der Wurtensiedlung Feddersen Wierde zeigen, gehörte das östliche Mündungsgebiet der Weser ursprünglich zum altsächsischen Siedlungsgebiet. Erst Anfang des 8. Jahrhunderts wurde der Landstrich von Friesen besiedelt. Die ersten christlichen Missionare kamen mit Willehad, dem ersten Bischof von Bremen. Aber erst seit der Taufe des Herzogs Widukind im Jahr 785 errangen sie größere Erfolge.
Nach dem Ende der Wikingereinfälle mehrten sich ab dem 11. Jahrhundert immer mehr Anzeichen für eine Verselbstständigung des Landes Wursten. Weder die Erzbischöfe von Bremen, noch die askanischen Herzöge von Sachsen-Lauenburg, denen das benachbarte Land Hadeln gehuldigt hatte, konnten ihre Ansprüche auf das Land Wursten effektiv durchsetzen. Stattdessen nahm die friesische Bevölkerung nicht nur die Eindeichung und Urbarmachung des Landes selbst in die Hand, sondern auch die Verwaltung und die Gerichtsbarkeit. Bis in das Hochmittelalter hinein beanspruchte das Land Wursten als Bauernrepublik das Recht der Friesischen Freiheit und schickte seine Vertreter zum jährlichen Thing am Upstalsboom bei Aurich.
Im 13. Jahrhundert gelang es den Wurtfriesen schließlich, die letzten verbliebenen Feudalherren aus ihrem Gebiet zu verdrängen. Die Herren von Bederkesa, die mit dem Land Wursten Fehde führten, um ihre Gerichtshoheit durchzusetzen, wurden 1256 unter schweren Verlusten zurückgeschlagen. Ein Kloster, das die Herren von Diepholz gegründet hatten, die bei Midlum größere Ländereien besaßen, musste 1282 außer Landes verlegt werden. Spätere Anerkennungen der Oberhoheit der Herzöge von Sachsen-Lauenburg oder der Erzbischöfe von Bremen durch die Richter und Schulzen des Landes Wursten waren kaum mehr als formelle Lippenbekenntnisse. Allerdings konnte der Propst von Hadeln-Wursten 1310 das wichtige Recht der Pfarrerwahl an sich reißen, das zuvor bei den „16 Ratgebern“ der Wurster Kirchspiele gelegen hatte.
Im Laufe des 14. Jahrhunderts verbündeten sich auch die aufstrebenden Hansestädte Hamburg und Bremen in ihren Fehden mit den lokalen Feudalherren, wie den Herren von Bederkesa, oder den Lappes in Ritzebüttel (heute Cuxhaven), gerne mit den kriegerischen Wurtfriesen. Während in anderen Teilen Frieslands bereits lokale Häuptlingsfamilien die Herrschaft an sich rissen, blieb im Land Wursten die Selbstverwaltung der 16 Ratgeber weitgehend intakt.

### Unterwerfung des Landes Wursten
Erst 1444 begann der Stern des Landes zu sinken. Ganz Wursten wurde damals wegen Strandraubs an Hamburger Gütern vom Erzbischof für sieben Jahre mit dem Kirchenbann belegt. In der zweiten Hälfte des 15. Jahrhunderts kam es mehrmals zu Auseinandersetzungen zwischen den Wurtfriesen und der nunmehr hamburgischen Besatzung von Schloss Ritzebüttel. Auch der askanische Herzog Johann IV. von Sachsen-Lauenburg besann sich wieder auf seine alten Ansprüche auf das Land. Sein voreiliger Eroberungsversuch wurde jedoch 1484 von den Wurstern energisch abgeschlagen.
Am Ende des Jahrhunderts gerieten die Wurtfriesen jedoch zwischen alle Fronten der aufstrebenden Territorialherrscher. Sowohl Herzog Magnus von Sachsen-Lauenburg als auch Graf Johann von Oldenburg sowie der Rat der Stadt Bremen versuchten ihren Einfluss auf das Land Wursten auszudehnen. In dieser heiklen Situation wandten sich die 16 Ratgeber an den Erzbischof Johann Rohde um Hilfe und akzeptierten dessen Oberherrschaft. Ende 1499 wagte Herzog Magnus dennoch eine Invasion, erlitt jedoch bei Weddewarden eine überraschende Niederlage.
Der kriegerische Nachfolger Johann Rohdes, Erzbischof Christoph, dachte aber überhaupt nicht daran, sich mit dieser moderaten Art der Herrschaft über das Land Wursten zufriedenzugeben. Im Dezember 1517 schickte er ein enormes Söldnerheer in das Land. Nach energischem, aber vergeblichem Widerstand unterlagen die Wurster in der Schlacht am Wremer Tief. In dieser Schlacht fiel auch die Fahnenjungfer Tjede Peckes. Unter dem Druck der maßlosen Forderungen des Erzbischofs brach jedoch bereits im folgenden Jahr ein Aufstand aus, der sich rasch in die angrenzenden Gebiete des Erzbistums ausbreitete. Danach liefen die Wurster zu ihrem ehemaligen Gegner, dem Herzog Magnus, über.
Erst 1524 konnte der Erzbischof wieder genügend Kriegsknechte sammeln, um Wursten zurückzuerobern. In der Entscheidungsschlacht auf dem Kirchhof von Mulsum unterlagen die Wurster endgültig. Das Land wurde geplündert und verwüstet. Ein halbherziger Gegenangriff des Herzogs Magnus misslang. Der Erzbischof beseitigte die bisherige Selbstverwaltung und die Verfassung restlos, und von nun an war das Land Wursten ein fester Bestandteil des Erzbistums. Wegen seiner ständigen Geldnöte ließ der greise Erzbischof Christoph das Land Wursten 1557 noch ein weiteres Mal plündern.

### Neuzeit

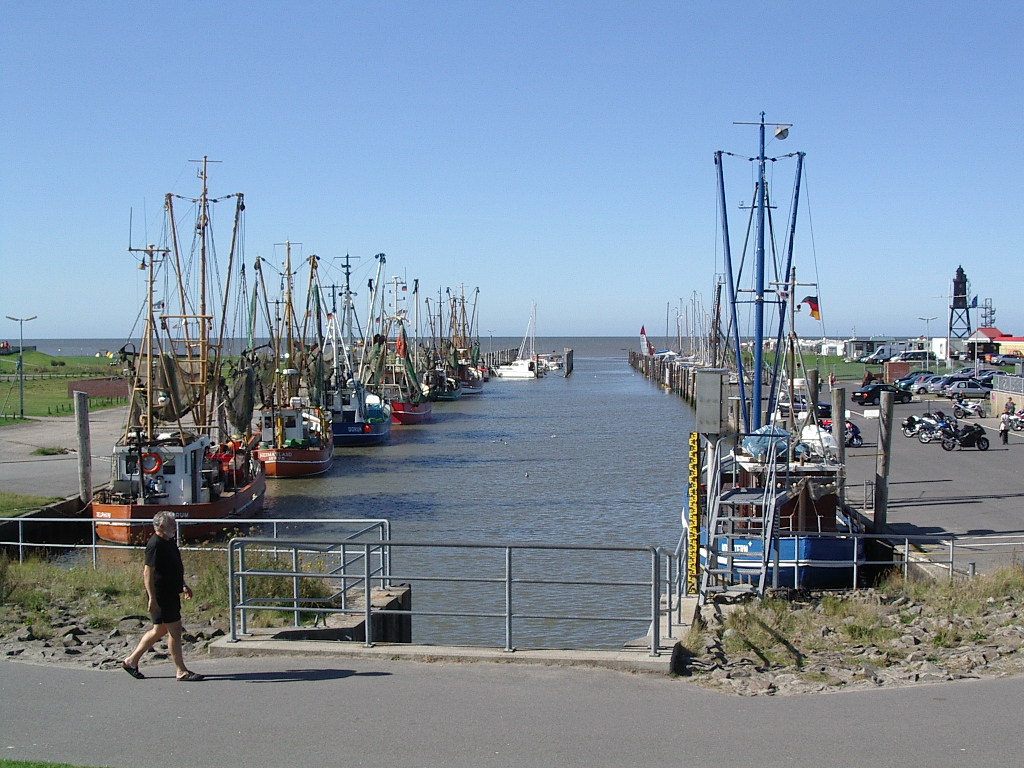
Sielhafen am Dorumer Tief

Trotz des Verlustes ihrer politischen Unabhängigkeit kamen die Wurster Bauern bald wieder zu Wohlstand. Auch die Anzahl von kleinen Sielhäfen, die wegen der tückischen Gewässer in der Wesermündung kaum von Ortsunkundigen kontrolliert werden konnten, erwies sich weiterhin als Vorteil für das Land. In den 70er Jahren des 16. Jahrhunderts kam auf diese Weise der Freibeuter Hans Abels aus Misselwarden zu Reichtum und Ansehen.
Im Laufe des Dreißigjährigen Krieges kämpften die Wurster zusammen mit den Hadlern gelegentlich gegen die Kaiserlichen. Die letzten (protestantischen) Erzbischöfe bemühten sich jedoch meist erfolgreich darum, das Erzstift aus den kriegerischen Auseinandersetzungen herauszuhalten. Nach dem Westfälischen Frieden von 1648 wurde das Bistum Bremen säkularisiert und fiel an Schweden. Anschließend wurde die Region in die lang anhaltenden Konflikte zwischen Dänemark und Schweden um die Hegemonie in Nordeuropa hineingezogen (Nordische Kriege).
1719 ging das Land Wursten, zusammen mit dem Herzogtum Bremen-Verden, in hannöverschen Besitz über und teilte in der Folge das wechselvolle Schicksal Kur-Hannovers. In der Zeit der napoleonischen Besetzung Norddeutschlands, und der Handelsblockade gegen Großbritannien (die so genannte Kontinentalsperre), von 1806 bis 1813, wurden die kleinen Sielhäfen im Land Wursten ausgiebig von Schmugglern genutzt. Nach dem Untergang der französischen Armee in Russland beteiligten sich auch die Wurster an den Aufständen gegen die Besatzer und vertrieben die französischen Zöllner und Gendarmen aus Dorum.
Nach dem Deutschen Krieg wurde das Königreich Hannover  zur preußischen Provinz Hannover.

## Kultur und Sehenswürdigkeiten

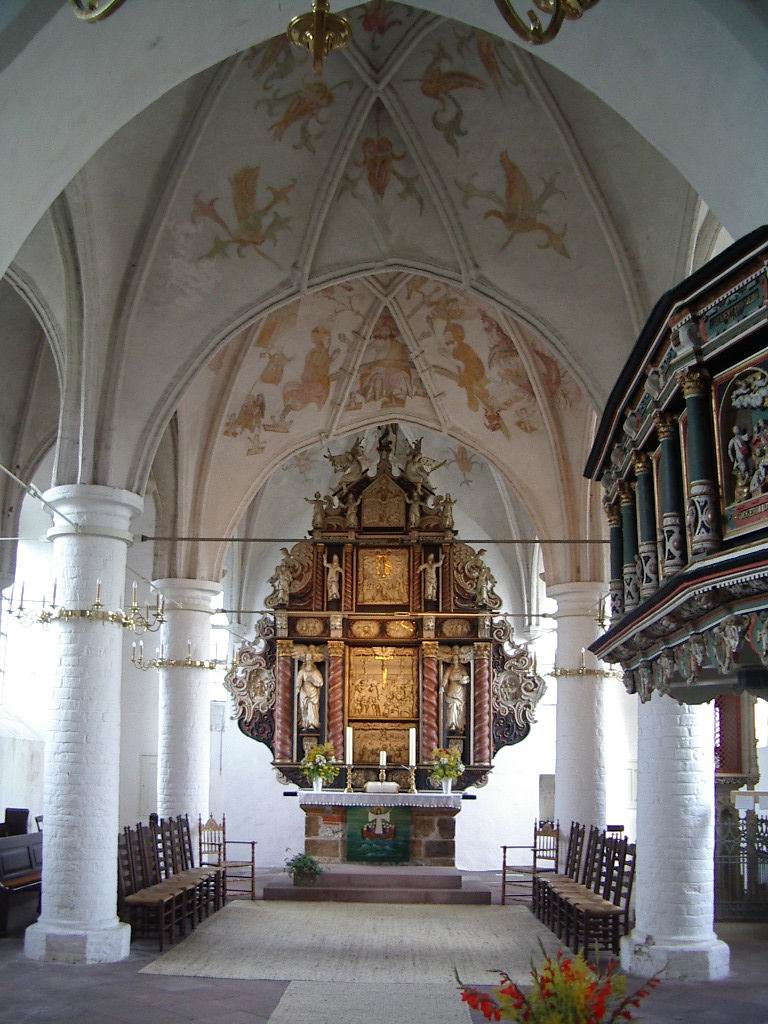
Hallenchor und Altar der St.-Urbanus-Kirche in Dorum

Wursten ist historisch ein Teil Frieslands. Wie die meisten anderen ostfriesischen Dialekte ist die alte Sprache der Wurtfriesen jedoch bereits lange ausgestorben. Allerdings konnte sich das Wurster Friesisch relativ lange halten, noch gegen Ende des 17. Jahrhunderts wurden Reste dieses eigentümlichen Dialekts aufgezeichnet. Ersetzt wurde das Friesische durch niederdeutsche Dialekte, die auch heute noch gesprochen werden. Wursten ist im internationalen Friesenrat in der Sektion Ost vertreten.
Wie der folgende Spottvers des 18. Jahrhunderts zeigt, galten die Wurster Friesen bei ihren Nachbarn als stolz und trinkfest.

“Dack un Gebel open,
Dach un Nach besopen,
Vör’t Hus groot Wapen,
So kann’ den Wurster drapen.”

„Dach und Giebel offen,
Tag und Nacht besoffen,
Am Haus ein großes Wappen,
So kann man den Wurster treffen.“

Außerdem hatten sie sich durch ihre kriegerische Vergangenheit einen gewissen Ruf als Raufbolde erworben. Im Gegensatz zur obigen Anspielung standen die Kirchen und die wohlhabenden Marschenhöfe denen in anderen Marschengebieten aber in nichts nach. Die Bauernhäuser zeigen in der Regel den Grundriss des Niederdeutschen Hallenhauses. Mischformen mit friesischen Hausformen sind selten. Anders als im Land Hadeln oder im Stadland sind Fachwerkgiebel jedoch bereits sehr selten. Stattdessen sind die Häuser meist vollständig in Backstein ausgeführt.

## Sagen und Legenden
- Vom Bau des Wurster Seedeichs
- Das Adlerwappen
- Der starke Friese
- Die Teufelsscheune
- Alle Schuld rächt sich auf Erden
- Vom Kind und der Katz
- Knechtsand
- Das gütige Wasserloch hinter der Scheune

(Quelle unter:)

## Literatur

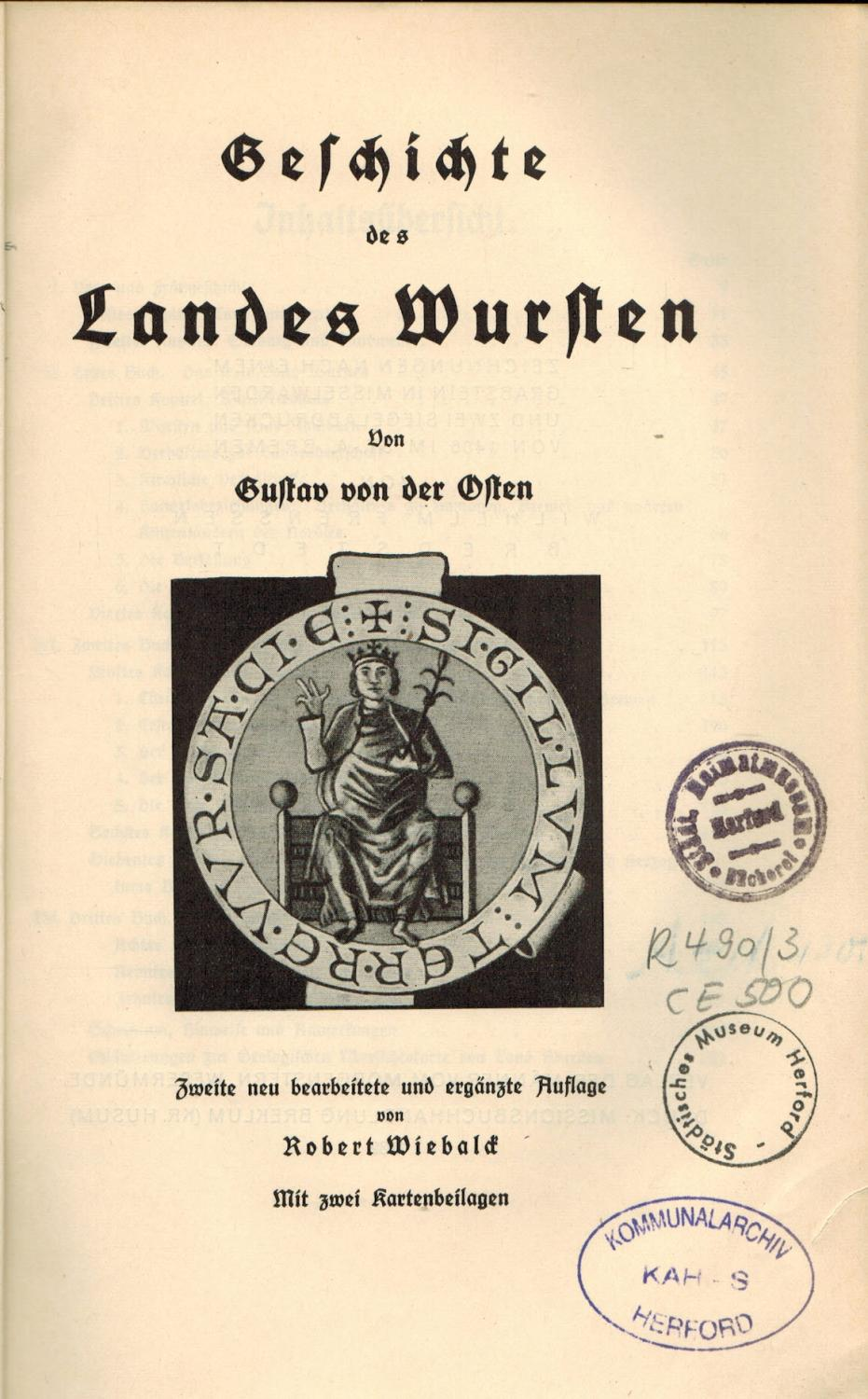
Titelblatt der zweiten Auflage zur Geschichte des Landes Wursten;
von Gustav von der Osten und Robert Wiebalck